# Wedoquella punctata
Wedoquella punctata là một loài nhện trong họ Salticidae.
Loài này thuộc chi Wedoquella. Wedoquella punctata được Albert Tullgren miêu tả năm 1905.